# 기타쿠와다군

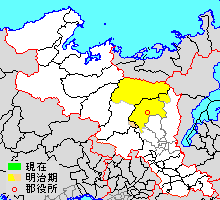
교토부 기타쿠와다군의 위치 (연노랑: 후에 다른 군에 편입된 구역)

기타쿠와다군(北桑田郡)은 일본 교토부에 있던 군이다.

## 군역
1879년 행적 구역으로 발족 당시의 군역은 아래 구역에 해당한다.
- 교토시
  - 우쿄구의 일부
  - 사쿄구의 일부
- 난탄시의 일부

## 역사
- 1879년 4월 10일 - 군구정촌 편제법이 교토부에서 시행되면서 구와다군 중 86촌의 구역으로 기타쿠와다군(北桑田郡)이 발족.

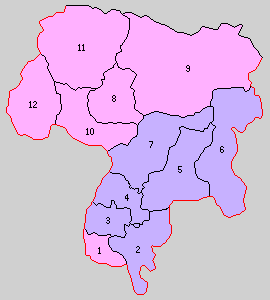
1.가미요시촌 2.호소노촌 3.우쓰촌 4.슈잔촌 5.야마구니촌 6.구로다촌 7.유게촌 8.히라야촌 9.지이촌 10.미야지마촌 11.쓰루가오카촌 12.오노촌 (보라: 교토시 분홍: 난탄시)

- 1889년 4월 1일 - 정촌제 시행으로, 아래의 정촌이 발족.(12촌)
  - 가미요시촌(神吉村): 현 난탄시
  - 호소노촌(細野村): 현 교토시 우쿄구
  - 우쓰촌(宇津村): 현 교토시 우쿄구
  - 슈잔촌(周山村): 현 교토시 우쿄구
  - 야마구니촌(山国村): 현 교토시 우쿄구
  - 구로다촌(黒田村): 현 교토시 우쿄구, 사쿄구
  - 유게촌(弓削村): 현 교토시 우쿄구
  - 히라야촌(平屋村): 현 난탄시
  - 지이촌(知井村): 현 난탄시
  - 미야지마촌(宮島村): 현 난탄시
  - 쓰루가오카촌(鶴ヶ岡村): 현 난탄시
  - 오노촌(大野村): 현 난탄시
- 1899년 7월 1일 - 군제 시행.
- 1943년 4월 1일 - 슈잔촌이 정제 시행으로 슈잔정(周山町)이 됨.(1정 11촌)
- 1955년
  - 3월 1일 - 슈잔정·호소노촌·우쓰촌·야마구니촌·구로다촌·유게촌이 합병하여, 게이호쿠정(京北町)이 발족.(1정 5촌)
  - 4월 1일(2정)
    - 지이촌·히라야촌·미야지마촌·쓰루가오카촌·오노촌이 합병하여, 미야마정(美山町)이 발족.
    - 가미요시촌이 후나이군 야기정에 편입.
- 1957년 4월 1일 - 게이호쿠정의 일부가 교토시 사쿄구에 편입.
- 2005년 4월 1일 - 게이호쿠정이 교토시 우쿄구에 편입.(1정)
- 2006년 1월 1일 - 미야마정이 후나이군 소노베정·야기정·히요시정과 합병하여 난탄시(南丹市)가 발족. 당일 기타쿠와다군은 폐지됨.

## 같이 보기
- 구와다군
- 미나미쿠와다군